# Big Bounce

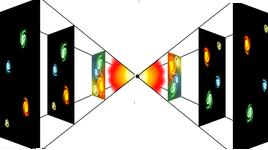
Big Bounce

Il Big Bounce (in italiano Grande Rimbalzo) è una teoria cosmologica che tenta di descrivere in modo completo l'origine e l'evoluzione dell'Universo, evitando in particolare i limiti del Big Bang.
È una delle teorie dell'universo oscillante secondo la quale l'universo si espanderà fino a un certo punto per poi contrarsi fino a uno stato simile a quello del Big Bang, ma senza arrivare a una singolarità gravitazionale, e quindi "rimbalzare" dando origine a una nuova espansione, con la ripetizione del processo per l'eternità. La teoria cerca di includere la relatività generale, la meccanica quantistica e l'universo in accelerazione basandosi sulla gravità quantistica a loop.
È stata elaborata dal fisico tedesco Martin Bojowald, esperto di gravità quantistica e cosmologia quantistica, con il suo team della Pennsylvania State University e pubblicata nel luglio 2007 su Nature Physics online. Teorie molto simili sono sostenute da altri fisici che si occupano di gravità quantistica, come Leonardo Fernández-Jambrina, Ruth Lazkoz, Peter Lynds, Nikodem Popławski e Parampreet Singh. Neil Turok (già teorico delle stringhe e del modello ciclico "ecpirotico") e Steffen Gielen hanno invece sviluppato un modello di Big Bounce matematicamente diverso da quello di Bojowald.

## Premessa

### La singolarità
La teoria classica del Big Bang, rispettando la relatività generale di Einstein e altre importanti evidenze sperimentali (redshift e radiazione cosmica di fondo a 3K), ipotizza che l'Universo, circa 13,7 miliardi di anni fa, sia stato originato da una "singolarità iniziale puntiforme" con volume pari a zero ed energia e densità infinite. Secondo molti scienziati tale singolarità risulta incoerente con le leggi fisiche note ("a mathematically nonsensical state"), poiché in particolare violerebbe il principio di conservazione dell'energia totale. Inoltre, si pone in contraddizione con la meccanica quantistica, tanto che l'adozione dogmatica della teoria del Big Bang viene da molti (tra cui Bojowald) considerata come una barriera al tentativo di unificare le leggi della fisica. La singolarità iniziale del Big Bang avrebbe creato non solo l'energia e la materia ma anche lo spazio e il tempo. Per superare i limiti della teoria classica del Big Bang diversi scienziati hanno ipotizzato che l'Universo abbia un movimento ciclico ed eterno (Universo oscillante o pulsante), ossia una sequenza infinita di Big Bang e successivi Big Crunch (Grande Collasso).

### La densità critica
La possibilità di un Universo ciclico dipende, evidentemente, dalla quantità di materia-energia esistente o densità media di massa-energia, quindi anche dalla materia oscura ed energia oscura. Perché l'Universo arresti l'espansione e inizi la fase di contrazione, la densità media dovrebbe essere almeno di tre protoni al metro cubo o energia equivalente (la massa di un protone è di 1,673x10−27kg, equivalente a 938 MeV), che viene definita densità critica. Solitamente si indica con Ω il rapporto fra la densità media e la densità critica: se Ω>1 si verificherà il Big Crunch (o il Big Bounce). Le più recenti osservazioni hanno rilevato che la densità media dell'Universo visibile ha un valore pressoché coincidente o lievemente inferiore a quella critica (Ω = o <1) e dunque l'Universo sarebbe aperto e non chiuso come nel modello ciclico. Per ottenere una densità superiore a quella critica occorre ipotizzare, a meno di applicare misure alternative come le teorie MOND, che esista una notevole quantità di materia oscura, da 5 a 100 volte la massa osservabile, che potrebbe bilanciare l'espansione.
Tuttavia alcuni modelli di gravità quantistica, tra cui la stessa gravitazione quantistica a loop o la gravità che diviene occasionalmente repulsiva potrebbero giustificare il Big Bounce senza avvalersi della materia oscura. La teoria del Big Bounce potrebbe risultare valida anche nell'ambito della teoria delle superstringhe attraverso il cosiddetto modello del tempo che rallenta, che non fa uso dell'energia oscura ma si basa sulla relatività. In questo caso lo scenario è simile al modello classico di Big Bang.

## Teoria di Bojowald

Contrazione ed espansione

Secondo la gravità quantistica a loop l'universo è costituito da anelli (in inglese loop) delle dimensioni infinitesime di 10−35 metri, ossia dieci miliardesimi di miliardesimi di miliardesimi di nanometro. Questi anelli infinitamente piccoli possono contenere una certa quantità di energia che, pur aumentando durante il collasso gravitazionale, non può mai diventare infinita. Da queste premesse origina la teoria del Big Bounce, che concettualmente prende il posto del Big Bang e del Big Crunch, fondendoli in una nuova formulazione scientifica.
Come primo atto, il team di Bojowald ha rivisto e riformulato la teoria della relatività generale avvicinandola a quella classica dell'elettromagnetismo, riproponendo in un certo qual modo con denominazione diversificata (loop) le vecchie linee di campo elettrico e magnetico. Poi, attraverso la matematica dei nodi, i fisici del team hanno applicato le leggi quantistiche ai loop, elaborando di fatto una nuova teoria quantistica-gravitazionale a cicli (Loop Quantum Gravity – LQG) che combina la relatività generale con equazioni della fisica quantistica sconosciute ai tempi di Einstein. Il modello che ne è derivato prevede la presenza di "atomi" di spazio-tempo e possiede un livello massimo finito di materia ed energia, riuscendo ad evitare la presenza di una singolarità.
Estrapolando a ritroso nel tempo le equazioni della LQG il team di Bojowald ha ricavato che l'Universo si contrae su se stesso ma non arriva alla singolarità iniziale puntiforme, non realizzando il Big Crunch. A un certo punto della contrazione, a causa del costante aumento dei valori della massa-energia (densità e temperatura), il tessuto spazio-temporale si lacera e la gravità da attrattiva diventerebbe repulsiva, facendo rimbalzare l'Universo in un nuovo Big Bang.
La teoria è coerente con il principio di conservazione massa-energia, per il quale in natura nulla si crea e nulla si distrugge, ma tutto si trasforma. La teoria del Big Bounce e in generale la teoria dell'Universo oscillante o pulsante implica l'ipotesi che l'Universo sia del tutto autosufficiente, in un eterno divenire della realtà fisica che non ha mai avuto origine e non avrà mai fine.

## Altre teorie collegate
Altri fisici come Parampreet Singh, unendo in una nuova matematica la fisica quantistica e la relatività generale, hanno verificato che al momento del Big Bang la gravità si sarebbe comportata in maniera repulsiva, come attualmente farebbe l'energia oscura. Tale processo si ripeterebbe in un ciclo perpetuo, ma questo concetto si scontra con la termodinamica classica che prevede che il disordine tenda ad aumentare a ogni riproposizione dell'universo, fino a renderlo completamente caotico; secondo il gruppo di Bojowald, il nuovo universo perderebbe ogni volta il ricordo del precedente subendo fluttuazioni diverse (amnesia cosmica) e ciò potrebbe sopperire a questa grave incongruenza. Per Singh, invece, una minima memoria cosmica rimarrebbe e sarebbe individuabile studiando la radiazione di fondo. Altri sostenitori sono Peter Lynds e Nikodem Popławski.
La teoria di Turok e Gielen è simile, ma è ancora in fase di sviluppo per spiegare la formazione delle galassie e le varie caratteristiche del modello standard della cosmologia.

## Ispirazioni culturali
Martin Bojowald è un ammiratore di Friedrich Nietzsche e cita spesso i suoi aforismi e concetti (come l'eterno ritorno) nei suoi testi.

## Critiche
Secondo uno studio pubblicato su Physical Review Letters nel maggio 23, il Big Bounce avrebbe dovuto lasciare dei segni nella luce primordiale, nota come fondo cosmico a microonde (CMB), ma confrontando le osservazioni condotte dal satellite Planck con la CMB simulata nel caso in cui l’Universo fosse rimbalzato una sola volta su se stesso, non è stata trovata quella particolare impronta del rimbalzo.
Secondo Alan Guth, il principio dell'aumento di entropia nei sistemi isolati (quale l'Universo è) impone che l'Universo abbia avuto un inizio. Infatti, anche ammettendo una serie di cicli di espansione e contrazione, tale serie non può essere infinita e eterna poiché ad ogni nuovo ciclo l'entropia aumenta, fatto che comporta cicli sempre più lunghi. Viceversa, andando a ritroso nel tempo, si dovranno riscontrare cicli sempre più brevi fino al valore limite di un ciclo la cui durata non può ulteriormente essere ridotta, segnando l'inizio dell'Universo. Un Universo esistente da un tempo infinito si sarebbe consumato da un tempo altrettanto infinito.